# لیمون (کاستاریکا)
لیمون (به لاتین: Limón) یک منطقهٔ مسکونی در کاستاریکا است که در Limón District واقع شده‌است. لیمون ۵۹٫۷۹ کیلومتر مربع مساحت و ۵۸٬۵۲۲ نفر جمعیت دارد و ۰ متر بالاتر از سطح دریا واقع شده‌است.

## خواهرخوانده
شهرهای گالاتسی (رومانی) و است پینت، جورجیا خواهرخوانده‌های لیمون (کاستاریکا) هستند.

## نگارخانه

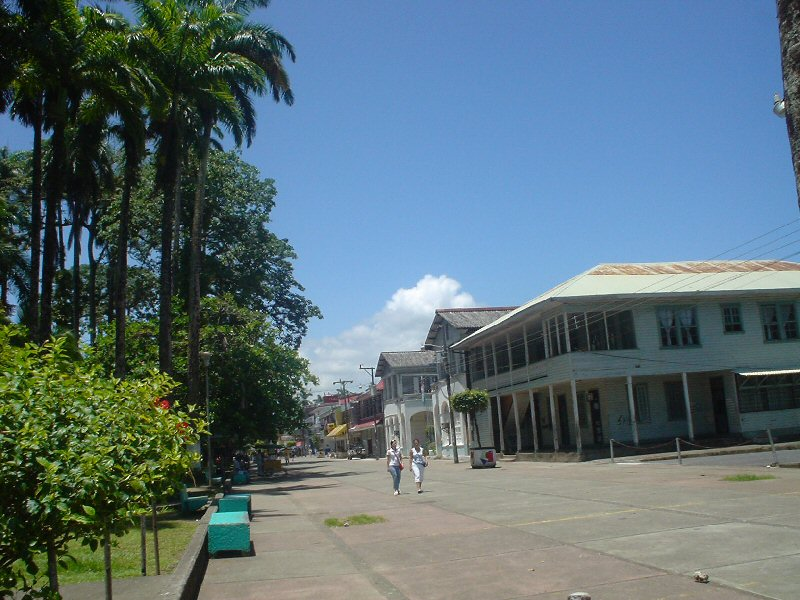
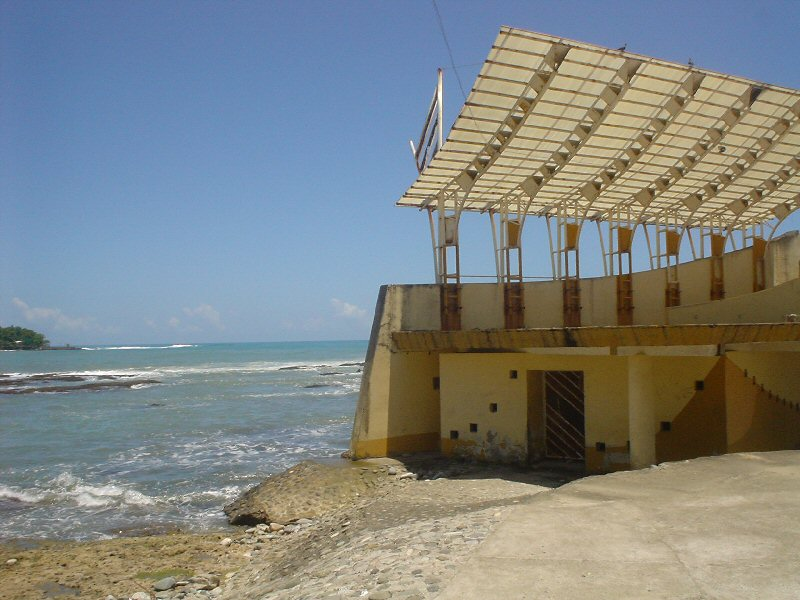
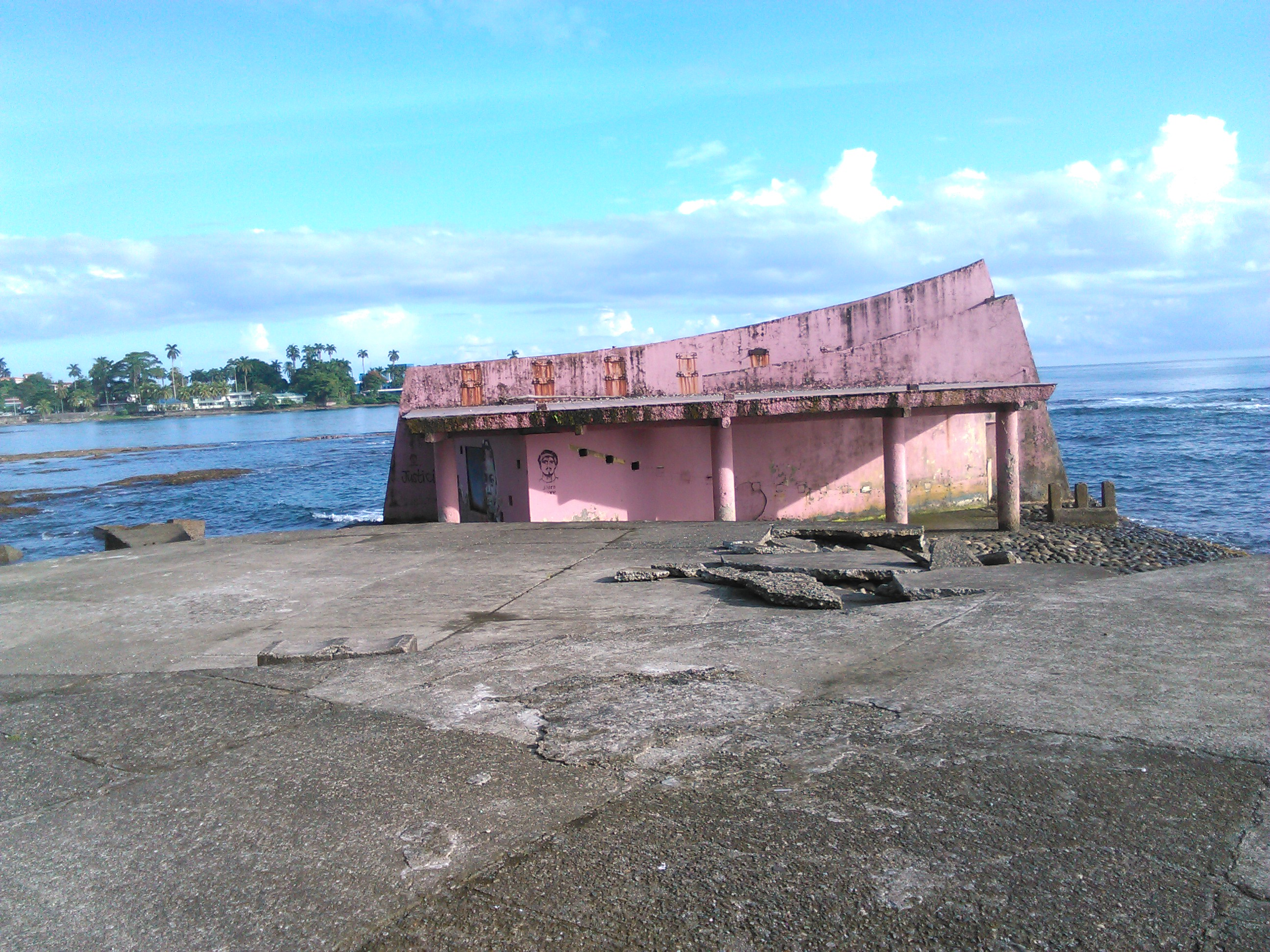
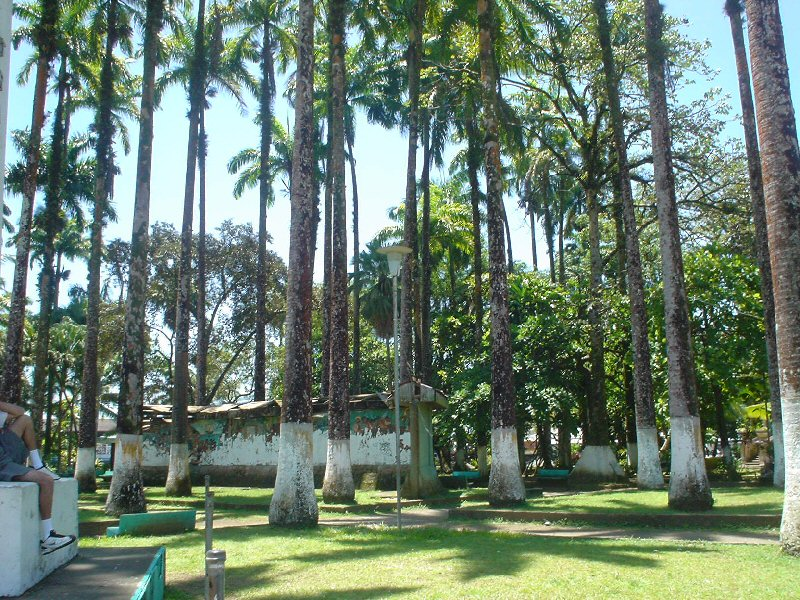
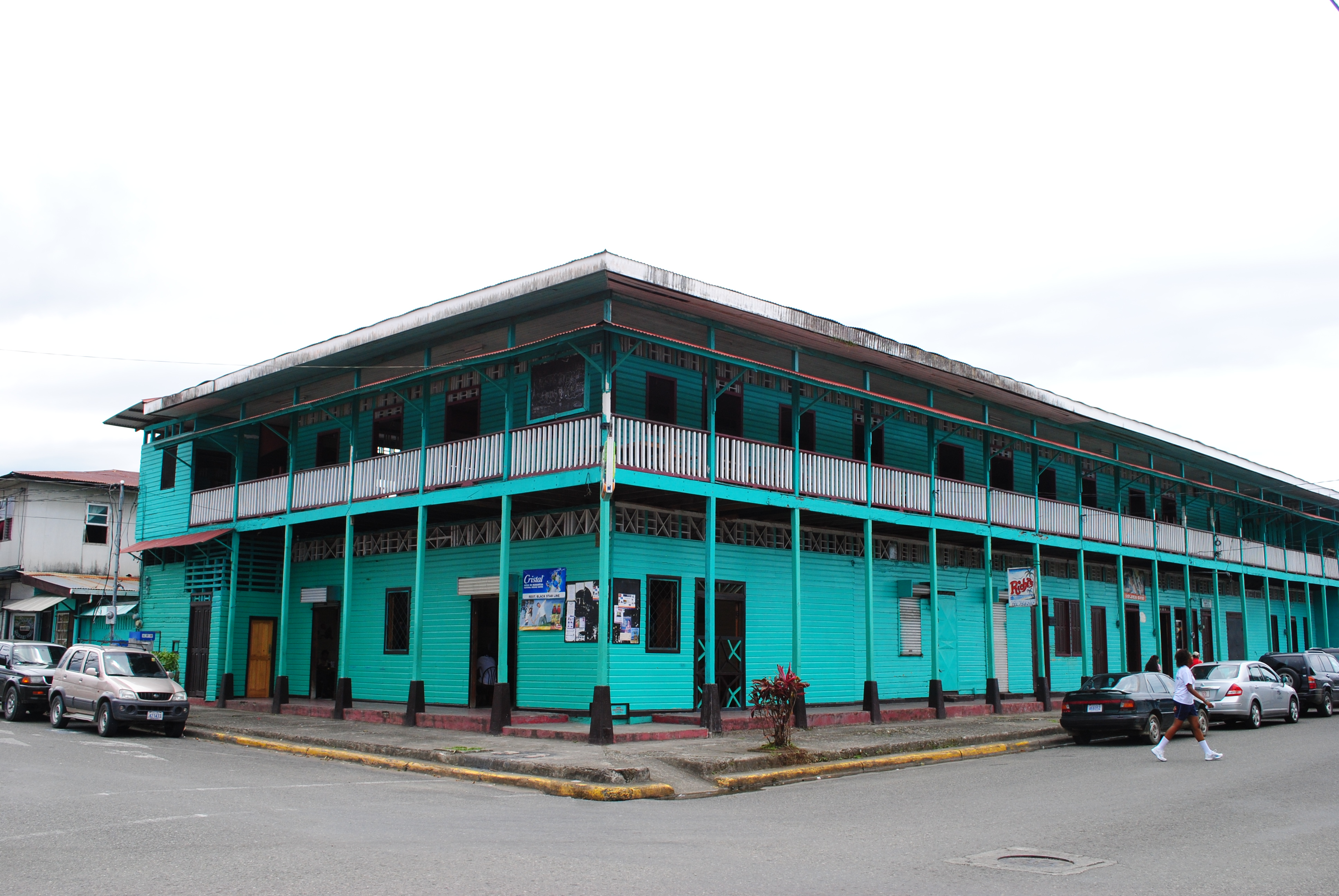
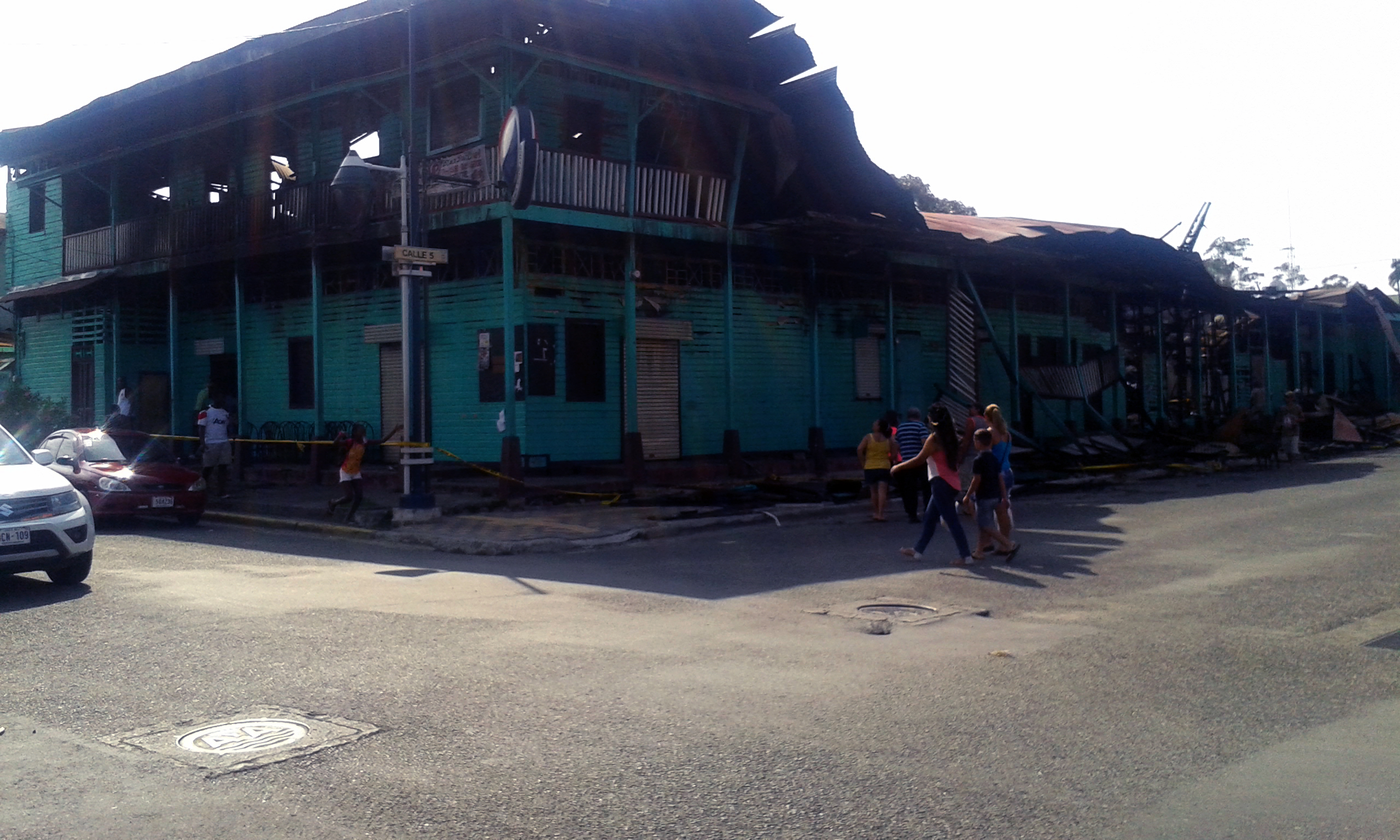
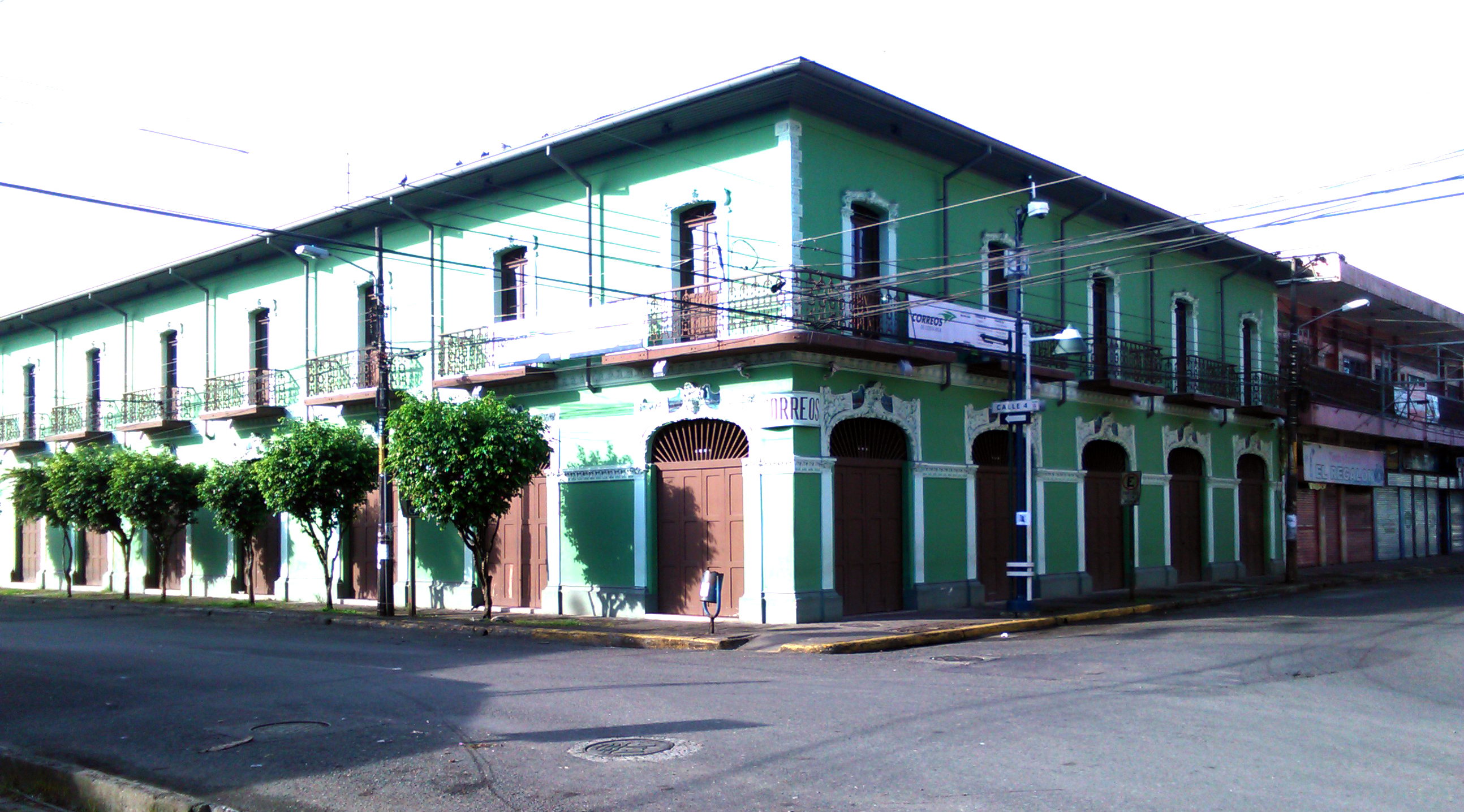
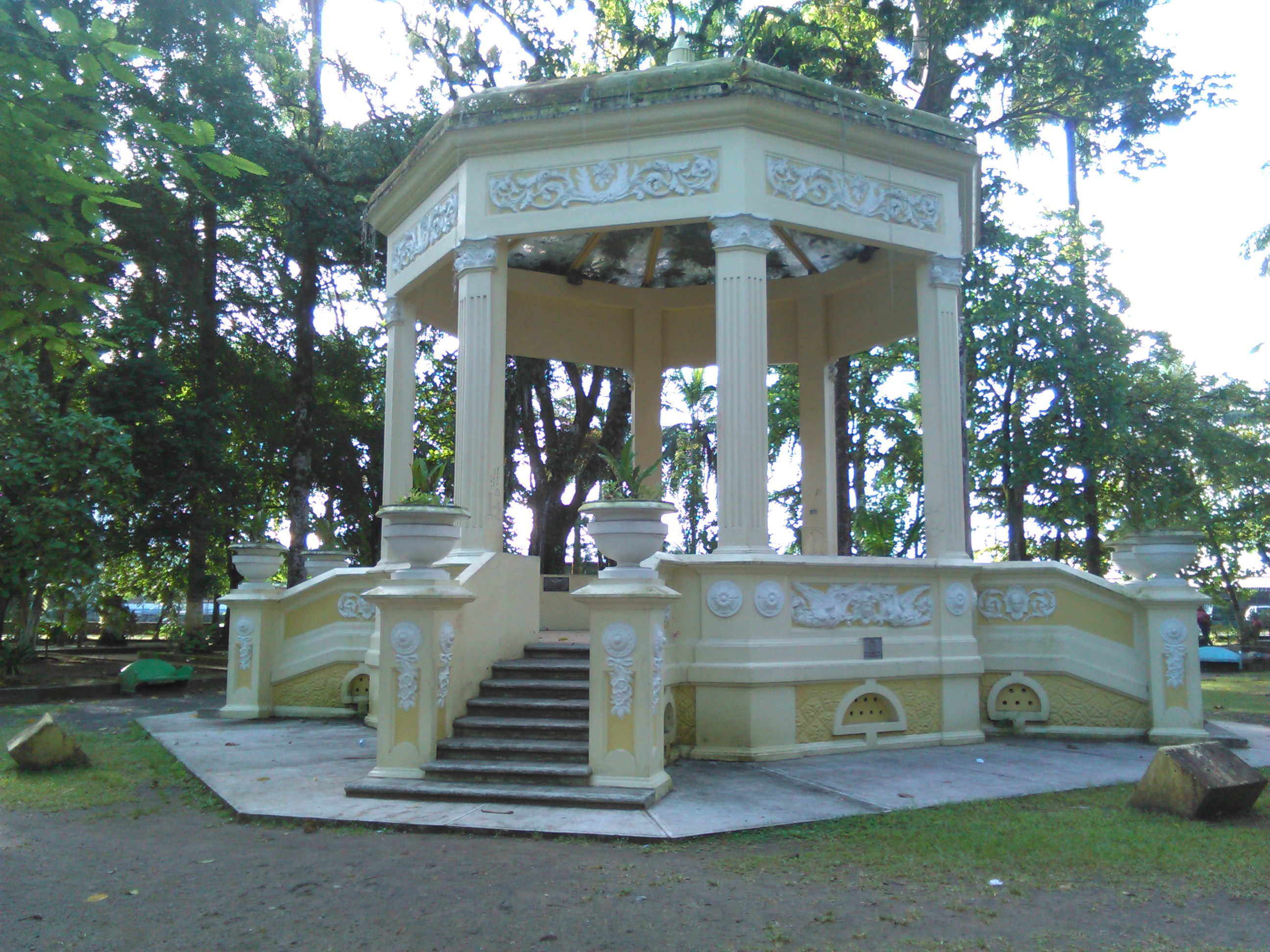
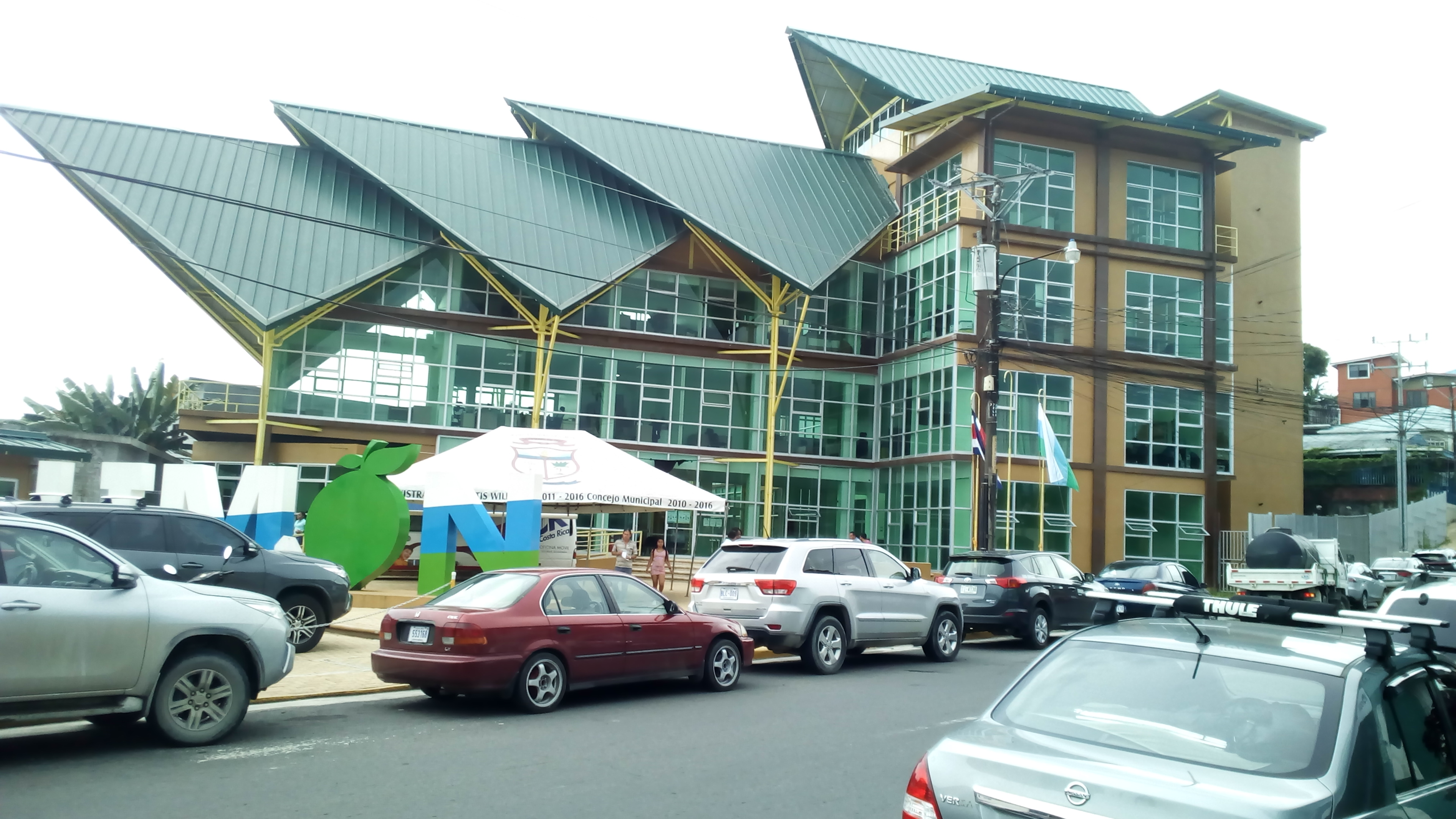
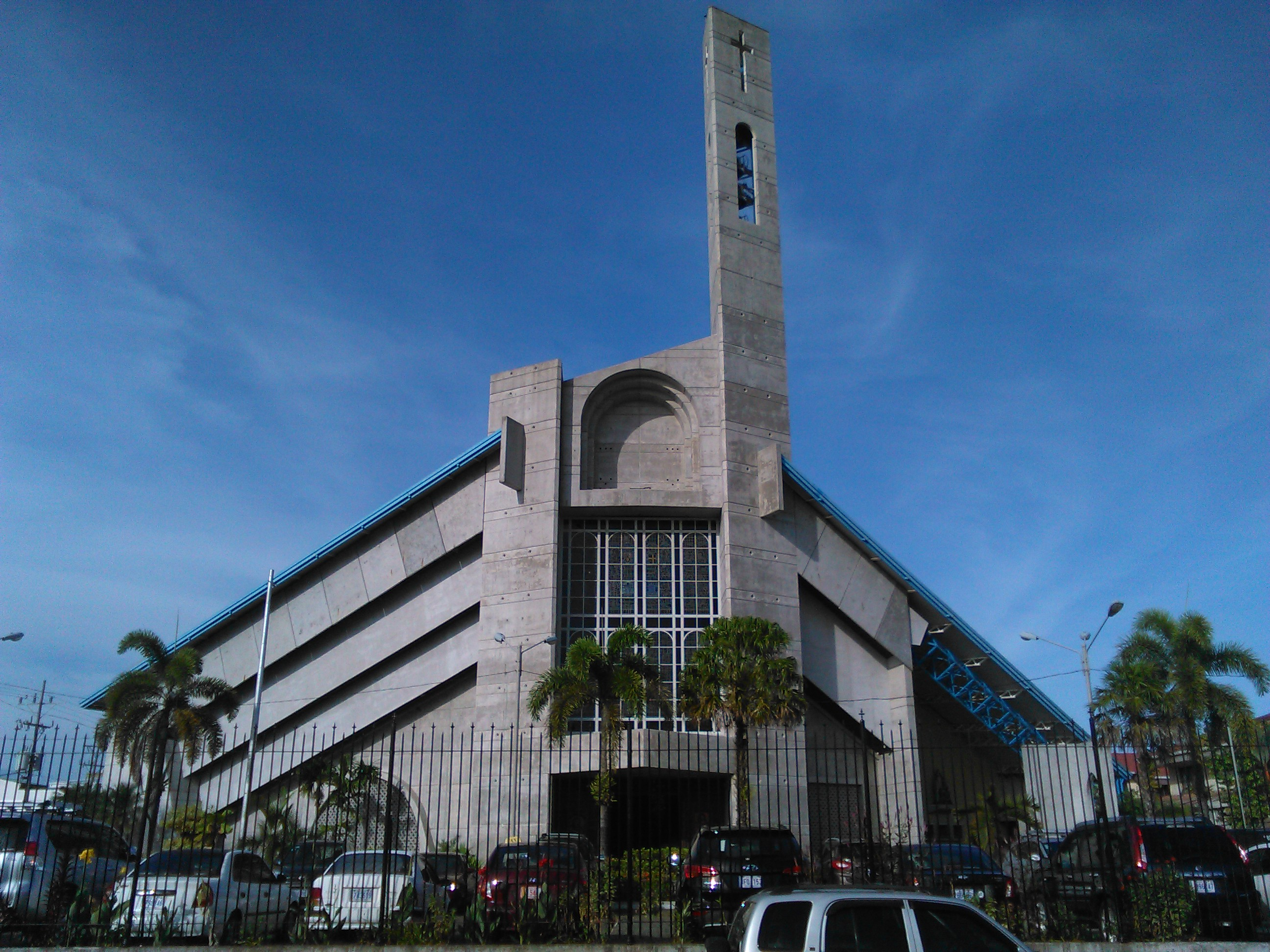